# I. e. 610-es évek
Évszázadok: i. e. 8. század – i. e. 7. század – i. e. 6. század
Évtizedek: i. e. 660-as évek – i. e. 650-es évek – i. e. 640-es évek – i. e. 630-as évek – i. e. 620-as évek – i. e. 610-es évek – i. e. 600-as évek – i. e. 590-es évek – i. e. 580-as évek – i. e. 570-es évek – i. e. 560-as évek
Évek: i. e. 619 – i. e. 618 – i. e. 617 – i. e. 616 – i. e. 615 – i. e. 614 – i. e. 613 – i. e. 612 – i. e. 611 – i. e. 610

## Események
- Róma az etruszkok uralma alá kerül
- A médek és babiloniak beveszik Assurt, Kalhut, Ninivét és Harránt, az Asszír Birodalom összeomlik.
- A szkíták nagy hadjáratot vezetnek Kisázsián, Mezopotámián és Szírián át egészen Egyiptomig.

## Híres személyek
- Szín-sar-iskun és II. Assur-uballit asszír királyok
- Uvakhsatra méd király
- Periandrosz korinthoszi türannosz
- Nabú-apal-uszur babiloni király
- I. Kurus ansani (perzsa) király
- I. Pszammetik egyiptomi fáraó